# Tomás Hervás Girón
Tomás Hervás (Ponferrada, 25 de novembre de 1970) és un exfutbolista professional lleonès, que jugava com a migcampista.

## Trajectòria
Es va formar a les categories inferiors de l'Sporting de Gijón, fins a arribar al primer equip la temporada 91/92 i consolidar-se dos anys després. Va romandre amb el club asturià fins al descens de categoria, i en aquestes set temporades va esdevenir un dels jugadors més destacats de la dècada a l'Sporting, tot i que no arribaria a ser-ne titular indiscutible.
L'estiu del 1998 fitxa pel Celta de Vigo, on després d'una temporada acceptable, va passar-ne d'altres dues sense disposar de massa oportunitats, una situació que es repetiria al Sevilla FC, on va militar entre 2001 i 2003.
La temporada 03/04 recala a la UD Las Palmas, de Segona Divisió. La primera campanya a les Canàries va ser discreta, però la següent va recuperar la titularitat, disputant 33 partits. Eixe any Las Palmas va perdre la categoria. El migcampista va acompanyar un any al club en Segona B abans de retornar a Astúries per jugar amb la Universidad d'Oviedo, de la Tercera Divisió.
La temporada 03/04 recala a la UD Las Palmas, de Segona Divisió. La primera campanya a les Canàries va ser discreta, però la següent va recuperar la titularitat, disputant 33 partits. Eixe any Las Palmas va perdre la categoria. El migcampista va acompanyar un any al club en Segona B abans de retornar a Astúries per jugar amb la Universidad d'Oviedo, de la Tercera Divisió.
En total, el de Ponferrada ha sumat 250 partits i 19 gols a la primera divisió.